# Rhaphidostichum loriforme
Rhaphidostichum loriforme là một loài Rêu trong họ Sematophyllaceae. Loài này được (Broth. & Geh.) Broth. miêu tả khoa học đầu tiên năm 1925.